# كتب التفسير
كتب التفسير هي كتب في تفسير القرآن الكريم كتبها علماء المسلمين على اختلاف العصور الإسلامية، تنوّعت فيها اهتمامتهم واختصاصاتهم والمناهج التي اعتمدوها في تفسيرهم للقرآن، وقد حدد بعض المتخصصين عددًا من الإعتبارات يمكن على ضوءها تقسيم التفاسير، وعليها يمكن لتفسيرٍ معين أن يدرج  تحت أكثر من قسم من هذه الأقسام، لأن هذه الاعتبارات لم يراع فيها المقابلة، فلم تكن العلاقة بينها علاقة تناقض.

## منهج التفسير
الاعتبار الأول
من حيث المصادر التي يُستمد منها التفسير، وهو بهذا الاعتبار ينقسم إلى قسمين، التفسير بالمأثور، والتفسير بالرأي، ويدخل تحت التفسير بالرأي كل أنواع التفسير بالرأي المحمود، والمذموم، بسائر اتجاهاته الفقهية، والصوفية، والبلاغية، والأدبية، والموضوعية، والتحليلية، والإجمالية، والعلمية، وغير ذلك.
الاعتبار الثاني
من حيث التوسع والإيجاز في التفسير، وهو بهذا الاعتبار ينقسم إلى قسمين، تفسير تحليلي، وتفسير إجمالي.
الاعتبار الثالث
من حيث عموم موضوعات التفسير، التي تقابل المفسر في كل سورة، ومن حيث خصوص موضوع بعينه في القرآن الكريم كله، وهو بهذا الاعتبار ينقسم إلى قسمين، تفسير عام، وتفسير موضوعي.

## مصنفات كتب التفسير

### المصنفات في التفسير بالمأثور
- جامع البيان عن تأويل القرآن - لابن جرير الطبري المتوفى عام 310 هـ.
- بحر العلوم لأبي الليث نصر بن محمد السمرقندي المتوفى عام 373 هـ.
- معالم التنزيل، لأبي محمد الحسن بن مسعود البغوي المتوفى عام 510 هـ.
- المحرر الوجيز في تفسير الكتاب العزيز، لأبي محمد عبد الحق بن غالب بن عطية المتوفى بعد عام 541 هـ.
- تفسير القرآن العظيم، لأبي الفداء إسماعيل بن عمر ابن كثير المتوفى عام 774 هـ.
- تفسير الزواوي، لأبي إسحاق إبراهيم بن فايد الزواوي المتوفى عام 857 هـ.
- الجواهر الحسان في تفسير القرآن، لأبي زيد عبد الرحمن بن محمد الثعالبي المتوفى عام 872 هـ.
- الذهب الإبريز في تفسير وإعراب بعض آي الكتاب العزيز، لأبي زيد عبد الرحمن بن محمد الثعالبي المتوفى عام 872 هـ.
- الدر المنثور في التفسير بالمأثور، للحافظ جلال الدين بن أبي بكر عبد الرحمن السيوطي المتوفى عام 911 هـ.
- فتح القدير، الجامع بين فَنَّى الرواية والدراية من علم التفسير، لمحمد بن علي الشوكاني المتوفى عام 1250 هـ، وهو كما هو ظاهر من عنوانه شامل للتفسير بالمأثور، والتفسير بالرأي.
- أضواء البيان في إيضاح القرآن بالقرآن، للشيخ محمد الأمين بن محمد المختار الشنقيطي المتوفى عام 1405 هـ.

### مظان التفسير بالمأثور في غير المصنفات الخاصة به
التفسير بالرأي لا يعني ترك صاحبه للتفسير المأثور، فإن جل التفاسير بالرأي - إن لم تكن كلها - تحوي كثيرا من روايات التفسير بالمأثور تقوية لمعنى أو ترجيحا لرأي على آخر، ونحو ذلك، ومن هذه التفاسير ما يأتي:
- الكشاف عن حقائق التنزيل - الزمخشري المتوفى عام 538 هـ.
- مفاتيح الغيب لفخر الدين الرازي المتوفى عام 606 هـ.
- الجامع لأحكام القرآن - القرطبي المتوفى عام 671 هـ.
- روح المعاني في تفسير القرآن العظيم والسبع المثاني - الآلوسي المتوفى عام 1270 هـ.
- التحرير والتنوير، - محمد الطاهر بن عاشور المتوفى عام 1393 هـ.
- محاسن التأويل - القاسمي المتوفى عام 1332 هـ.

### أبرز المصنفات في التفسير بالرأي المحمود
- مفاتيح الغيب لفخر الدين الرازي  المتوفى عام 606 هـ..
- أنوار التنزيل وأسرار التأويل - القاضي عبد الله بن عمر البيضاوي المتوفى عام 685 هـ.
- مدارك التنزيل وحقائق التأويل - أبي البركات عبد الله بن أحمد النسفي المتوفى عام 710 هـ.
- لباب التأويل في معاني التنزيل - علاء الدين علي بن محمد الخازن المتوفى عام 741 هـ.
- البحر المحيط - محمد بن يوسف، الشهير بأبي حيان المتوفى عام 745 هـ.
- غرائب القرآن ورغائب الفرقان - نظام الدين بن الحسن النيسابوري المتوفى بعد 850 هـ.

### التفاسير الغير سنية
- تنزيه القرآن عن المطاعن - القاضي عبد الجبار المعتزلي المتوفى عام 415 هـ.
- الكشاف - أبي القاسم محمود بن عمر الزمخشري، جار الله المعتزلي المتوفى عام 538 هـ.
- مجمع البيان لعلوم القرآن - أبي علي الفضل بن الحسن الطبرسي، الشيعي المتوفى عام 548 هـ.
- الميزان في تفسير القرآن - محمد حسين الطبأطبائي، الشيعي المتوفى عام 1402 هـ.
- التفسير الكاشف - سبعة أجزاء - الشيخ محمد جواد مغنية الشيعي المتوفي عام 1400 هـ

### مصنفات التفسير التحليلي
ينقسم التفسير من حيث التوسع في بيان ألفاظ القرآن ومعانيه، وعدم التوسع في ذلك إلى قسمين : تحليلي، وإجمالي. ومعظم ما ذكرناه من كتب التفسير بالرأي يصح أن يكون نموذجا للمصنفات في التفسير التحليلي.
- تفسير بن جرير الطبري.
- تفسير القرطبي.

### مصنفات التفسير الإجمالي
- المصحف المفسر - الأستاذ محمد فريد وجدي.
- التفسير الوسيط للقرآن الكريم -إصدار مجمع البحوث الإسلامية.
- التفسير الحديث - محمد عزة دروزة.
- التفسير الواضح - الدكتور محمد محمود حجازي.

### مصنفات التفسير الفقهي
- من الأحناف:
  - أحكام القرآن - أبي بكر الرازي المعروف ب الجصاص، المتوفى سنة 370 هـ.
  - التفسيرات الأحمدية في بيان الآيات الشرعية - أحمد أبي سعيد المدعو ب(ملاجيون) من علماء القرن الحادي عشر الهجري.
- الشافعية:
  - أحكام القرآن للشافعي - من جمع أبي بكر البيهقي صاحب السنن، المتوفى عام 458 هـ.
  - أحكام القرآن للكيا الهراسي المتوفى سنة 504 هـ.
- المالكية:
  - أحكام القرآن لابن العربي، المتوفى سنة 543 هـ.
  - الجامع لأحكام القرآن - الإمام القرطبي المتوفى سنة 671 هـ.
- الشيعة:
  - فقه القرآن - القطب الراوندي، المتوفى سنة 573 هـ.

### مصنفات التفسير البلاغي
- الكشاف - محمود بن عمر الخوارزمي، المعتزلي، الملقب بجار الله الزمخشري.
- أنوار التنزيل، وأسرار التأويل - القاضي البيضاوي.
- إرشاد العقل السليم، إلى مزايا الكتاب الكريم - أبي السعود محمد بن محمد بن مصطفى العماد الحنفي.

### مصنفات التفسير الصوفي
1- التفسير الصوفي النظري
- الفتوحات المكية - ابن عربي.
- الفصوص - ابن عربي والتفسير المنسوب إليه.

2- التفسير الصوفي العملي الإشاري
- حقائق التفسير - أبي عبد الرحمن السلمي.
- تفسير القرآن العظيم - سهل التستري.
- غرائب القرآن ورغائب الفرقان - النيسابوري
- روح المعاني - الآلوسي.
- التفسير المنسوب لابن عربي.
- تفسير الجيلاني

وفي رأي المجلس الأعلى للشئون الإسلامية أن التفسير الصوفي النظري ليس بتفسير القرآن وإنما هو فكر شاذ أريد به الذيوع بزي التفسير القرآني وعباءة البيان القرآني. وأما عن التفسير الإشاري فالرأي ببطلانه لأنه يعتمد على الوجدان في التفسير. (انظر الموسوعة القرآنية المتخصصة ص 284)

### مصنفات التفسير الفلسفي
- فصوص الحكم - أبو نصر الفرابي المتوفى سنة 339 هـ.
- رسائل إخوان الصفا - يمتون في أغلب الظن بصلة إلى الاسماعلية الباطنية.

### مصنفات التفسير الأدبي الاجتماعي
- تفسير جزء عم - الشيخ محمد عبده.
- تفسير المنار - رشيد رضا.
- تفسير المراغي - الشيخ محمد مصطفى المراغي.
- تفسير القرآن الكريم - الشيخ محمود شلتوت من أول الجزء الأول من القرآن إلى نهاية الجزء العاشر منه.
- تفسير من وحي القرآن - محمد حسين فضل الله. الشيعي.

### مصنفات التفسير الموضوعي
- مفردات القرآن - الراغب الأصفهاني المتوفى عام 502 هـ.
- التبيان في أقسام القرآن لابن قيم الجوزية.
- حقائق التأويل - الشريف الرضي،الشيعي.
- الناسخ والمنسوخ - أبي جعفر النحاس.
- أسباب النزول - الواحدي.
- أسباب النزول - السيوطي.
- مفاتيح الغيب - فخر الدين الرازي.
- نظم الدرر في تناسب الآيات والسور- أبو الحسن إبراهيم بن عمر البقاعي.
- في ظلال القرآن - سيد قطب، مكونا من ثلاثين مجلدا.
- من هدي القرآن - محمد تقي المدرسي. الشيعي.
- الوحدة الموضوعية في القرآن - الدكتور محمد محمود حجازي. (رسالة الدكتورة)
- التفسير الواضح - الدكتور محمد محمود حجازي.
- المرأة في القرآن - عباس العقاد.
- الربا في القرآن الكريم - أبو الأعلى المودودي.
- الوصايا العشر - شيخ الأزهر الأسبق محمود شلتوت.
- البداية في التفسير الموضوعي - الدكتور عبد الحي الفرماوي.
- الجدل في القرآن الكريم - الدكتور زاهر عواض الألمعي.
- الجيش المسلم، غايته وقيادته وجنده في ضوء القرآن الكريم - الدكتور جمال مصطفى عبد الحميد النجار.

### مصنفات أخرى
- فتح البيان في مقاصد القرآن- محمد صديق حسن خان
- مقدمة في أصول التفسير- الإمام ابن تيمية

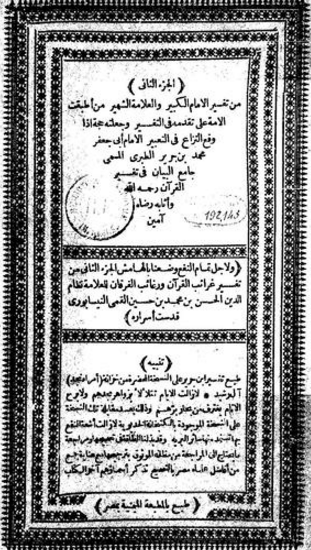
الصفحة الأولى من طبعة المكتبة الميمنية بمصر لتفسير الطبري الجزء الثاني.
تفسير القرآن العظيم المعروف بتفسير ابن كثير.
تفسير أبي منصور الماتريدي المسمى بتأويلات القرآن أو تأويلات أهل السنة، الطبعة التركية.
تفسير البيضاوي المسمى (أنوار التنزيل وأسرار التأويل)، تأليف: القاضي ناصر الدين البيضاوي.
تفسير الجلالين بهامش القرآن الكريم، للإمامين الجلال المحلي والجلال السيوطي.
تفسير النسفي المسمى (مدارك التنزيل وحقائق التأويل)، تأليف: الإمام أبي البركات عبد الله بن أحمد بن محمود النسفي الحنفي.
تفسير البحر المحيط لأبي حيان الأندلسي.

## مرجع أساسي للتوسع
الموسوعة القرآنية المتخصصة- فصل: التفسير والمفسرون من ص 241 إلى ص 303 بقلم أ.د. جمال مصطفى عبد الحميد عبد الوهاب النجار - المجلس الأعلى للشئون الإسلامية (وزارة الأوقاف - جمهورية مصر العربية) بإشراف أ.د. محمود حمدي زقزوق (وزير الأوقاف) طبعة القاهرة 1423 هـ/ 2003م.

## وصلات خارجية
- القرآن الكريم، مع إمكانية التصفح والبحث المصاحب بعدة تفسيرات، ومعاجم، ومعجم مواضيع القرآن الكريم، ومواد أخرى. [وصلة مكسورة]
- كتب التفاسير نسخة محفوظة 8 يوليو 2023 على موقع واي باك مشين.، موقع الموسوعة الشاملة
- موقع شامل لكتب التفسير